# Artibeus lituratus
Artibeus lituratus је врста слепог миша из породице Phyllostomidae.

## Распрострањење
Ареал врсте Artibeus lituratus обухвата већи број држава. 
Врста има станиште у Бразилу, Аргентини, Мексику, Боливији, Тринидаду и Тобагу, Венецуели, Колумбији, Перуу, Панами, Никарагви, Гватемали, Хондурасу, Салвадору, Белизеу, Светом Винсенту и Гренадинију, Светој Луцији, Барбадосу, Мартинику и Гренади.

## Станиште
Станиште врсте су шуме.

## Угроженост
Ова врста је наведена као последња брига, јер има широко распрострањење и честа је врста.